# Obermennig
Obermennig ist ein Ortsteil der Stadt Konz im Landkreis Trier-Saarburg in Rheinland-Pfalz.

## Geographie
Der Ort liegt etwa fünf Kilometer südöstlich der Konzer Kernstadt im Konzer Tälchen, einem trockengefallenen ehemaligen Altarm der Urmosel. Die Saar fließt weiter entfernt westlich der nördlich verlaufenden Mosel entgegen.
Nachbarorte sind die Konzer Stadtteile Niedermennig im Nordwesten, Krettnach im Süden und Kommlingen im Südwesten.

## Geschichte
Obermennig wurde erstmals 1356 schriftlich erwähnt. Die Trierer Abtei St. Matthias war Grundbesitzer im Dorf. Der kleine Ort wurde im Dreißigjährigen Krieg fast entvölkert, erholte sich nachfolgend aber wieder und wies Mitte des 18. Jahrhunderts wieder 13 bewohnte Häuser aus. In der kurtrierischen Zeit gehörte Obermennig zum Amt Saarburg.
Die Inbesitznahme des Linken Rheinufers durch französische Revolutionstruppen beendete die alte Ordnung. Der Ort wurde von 1798 bis 1814 Teil der Französischen Republik (bis 1804) und anschließend des Französischen Kaiserreichs, zugeordnet dem Kanton Konz des Arrondissements Trier im Saardepartement. Nach der Niederlage Napoleons kam Obermennig 1815 aufgrund der auf dem Wiener Kongress getroffenen Vereinbarungen zum Königreich Preußen. Der Ort wurde – zusammen mit Krettnach – der Bürgermeisterei Oberemmel im Landkreis Trier des Regierungsbezirks Trier zugeordnet, die 1822 Teil der neu gebildeten Rheinprovinz wurden. Im Jahr 1858 wurde die bereits in Personalunion geführte Bürgermeisterei in die Bürgermeisterei Konz eingegliedert.
Als Folge des Ersten Weltkriegs war die gesamte Region dem französischen Teil der Alliierten Rheinlandbesetzung zugeordnet. Nach dem Zweiten Weltkrieg gehörte Obermennig zu den Gebieten der französischen Besatzungszone, die im Februar 1946 an das Saarland angeschlossen wurden, im Juni 1947 aber auch zu den Orten des Landkreises Saarburg, die wieder zurückgegliedert und Teil des damals neu gebildeten Landes Rheinland-Pfalz wurden.
Am 7. Juni 1969 wurde im Zuge der Verwaltungsreform in Rheinland-Pfalz durch Zusammenlegung von Krettnach und Niedermennig die Gemeinde Mennig neu gebildet. Am 7. November 1970 wurde Mennig in die Stadt Konz eingemeindet.

## Politik
Obermennig bildet zusammen mit Niedermennig und Krettnach gemäß Hauptsatzung einen von fünf Ortsbezirken der Stadt Konz. Der Ortsbezirk umfasst die Gebiete der drei früheren Gemeinden. Die Interessen des Ortsbezirks werden durch einen Ortsbeirat und durch einen Ortsvorsteher vertreten.
Detailinformationen siehe unter Niedermennig.

## Sehenswürdigkeiten
In der Liste der Kulturdenkmäler in Konz ist für Obermennig ein Einzeldenkmal aufgeführt: Die katholische Filialkirche St. Barbara ist ein Putzbau unter Verwendung älterer Teile, bezeichnet 1723.

## Wirtschaft und Infrastruktur

### Weinbau
Der Ort ist durch den Weinbau geprägt. Der am Unterlauf der Saar erzeugte Saarwein zählt zum Weinanbaugebiet Mosel.

### Verkehr
Der Ort liegt an der Landesstraße 138. Weiter östlich verläuft die B 268.